# Cuneo Granda Volley 2022-2023
Questa voce raccoglie le informazioni riguardanti la Cuneo Granda Volley nelle competizioni ufficiali della stagione 2022-2023.

## Stagione
Nella stagione 2022-23 la Cuneo Granda Volley assume la denominazione sponsorizzata di Cuneo Granda San Bernardo.
Partecipa per la quinta volta alla Serie A1; chiude la regular season di campionato all'undicesimo posto in classifica, qualificandosi per i play-off Challenge Cup: viene eliminata al primo turno dal Firenze.
L'ottavo posto al termine del girone di andata consente alla Cuneo Granda di qualificarsi per la Coppa Italia, sconfitta nei quarti di finale dall'Imoco.

## Organigramma societario
Area direttiva
- Presidente: Dino Vercelli

Area tecnica
- Allenatore: Emanuele Zanini (fino al 28 gennaio 2023), Massimo Bellano (dal 6 febbraio 2023)
- Allenatore in seconda: Simone Gandini
- Assistente allenatore: Fabio Genre

Area sanitaria
- Preparatore atletico: Dmitry Panchenko, Giorgio Borghi

## Rosa
| N° | Nome                | Ruolo | Data di nascita  | Nazionalità sportiva |
| -- | ------------------- | ----- | ---------------- | -------------------- |
| 1  | Sof'ja Kuznecova    | S     | 31 ottobre 1999  | Russia               |
| 3  | Danielle Barton     | S     | 2 febbraio 1999  | Stati Uniti          |
| 4  | Kim Klein Lankhorst | P     | 5 luglio 2002    | Paesi Bassi          |
| 6  | Agnese Cecconello   | C     | 6 novembre 1999  | Italia               |
| 7  | Lara Caravello      | L     | 4 maggio 1994    | Italia               |
| 8  | Camilla Basso       | C     | 25 marzo 2006    | Italia               |
| 9  | Beatrice Agrifoglio | P     | 1º gennaio 1994  | Italia               |
| 10 | Gréta Szakmáry      | S     | 31 dicembre 1991 | Ungheria             |
| 11 | Lucille Gicquel     | O     | 13 novembre 1997 | Francia              |
| 12 | Francesca Magazza   | S     | 12 marzo 2002    | Italia               |
| 13 | Noemi Signorile     | P     | 15 febbraio 1990 | Italia               |
| 14 | Anna Stevenson      | C     | 8 luglio 1999    | Stati Uniti          |
| 16 | Sara Caruso         | C     | 5 febbraio 2001  | Italia               |
| 18 | Bintu Diop          | O     | 2 marzo 2002     | Italia               |
| 20 | Alice Gay           | L     | 24 gennaio 2002  | Italia               |

## Mercato
| Acquisti | Acquisti            | Acquisti              | Acquisti   |
| R.       | Nome                | da                    | Modalità   |
| -------- | ------------------- | --------------------- | ---------- |
| S        | Danielle Barton     | Athletes Unlimited    | definitivo |
| L        | Lara Caravello      | Imoco                 | definitivo |
| C        | Agnese Cecconello   | Roma Club             | definitivo |
| O        | Bintu Diop          | Wealth Planet Perugia | definitivo |
| P        | Kim Klein Lankhorst | Talent Team           | definitivo |
| S        | Francesca Magazza   | Montecchio Maggiore   | definitivo |
| C        | Anna Stevenson      | Aydın BB              | definitivo |
| S        | Gréta Szakmáry      | Aydın BB              | definitivo |

| Cessioni | Cessioni           | Cessioni           | Cessioni   |
| R.       | Nome               | a                  | Modalità   |
| -------- | ------------------ | ------------------ | ---------- |
| S        | Alice Degradi      | UYBA               | definitivo |
| S        | Gaia Giovannini    | AGIL               | definitivo |
| S        | Marrit Jasper      | Neptunes de Nantes | definitivo |
| L        | Ilaria Spirito     | Chieri '76         | definitivo |
| C        | Federica Squarcini | Imoco              | definitivo |
| C        | Federica Stufi     | Bergamo 1991       | definitivo |
| O        | Elisa Zanette      | Futura Giovani     | definitivo |

## Risultati

### Serie A1

#### Girone di andata
| 1ª giornata - 23 ottobre 2022 PalaCarneroli, Urbino                         | Megavolley      | 3 - 2 | Cuneo Granda          | 20-25, 23-25, 25-18, 25-23, 15-12 |
| 2ª giornata - 27 ottobre 2022 PalaCastagnaretta, Cuneo                      | Cuneo Granda    | 0 - 3 | Chieri '76            | 18-25, 20-25, 14-25               |
| 3ª giornata - 30 ottobre 2022 PalaCastagnaretta, Cuneo                      | Cuneo Granda    | 0 - 3 | Casalmaggiore         | 17-25, 20-25, 21-25               |
| 4ª giornata - 9 novembre 2022 Palazzetto dello sport, Bergamo               | Bergamo 1991    | 2 - 3 | Cuneo Granda          | 28-26, 22-25, 25-27, 25-22, 13-15 |
| 5ª giornata - 5 novembre 2022 PalaCastagnaretta, Cuneo                      | Cuneo Granda    | 1 - 3 | Imoco                 | 25-21, 18-25, 24-26, 19-25        |
| 6ª giornata - 13 novembre 2022 PalaWanny, Firenze                           | Firenze         | 2 - 3 | Cuneo Granda          | 25-20, 23-25, 25-16, 21-25, 12-15 |
| 7ª giornata - 16 novembre 2022 PalaCastagnaretta, Cuneo                     | Cuneo Granda    | 3 - 0 | Helvia Recina         | 25-22, 25-16, 25-20               |
| 8ª giornata - 20 novembre 2022 PalaCastagnaretta, Cuneo                     | Cuneo Granda    | 3 - 2 | Wealth Planet Perugia | 24-26, 24-26, 25-19, 25-20, 15-11 |
| 9ª giornata - 27 novembre 2022 Palazzetto dello Sport, Villafranca Piemonte | Pinerolo        | 0 - 3 | Cuneo Granda          | 22-25, 21-25, 18-25               |
| 10ª giornata - 4 dicembre 2022 PalaCastagnaretta, Cuneo                     | Cuneo Granda    | 0 - 3 | Pro Victoria          | 19-25, 19-25, 22-25               |
| 11ª giornata - 11 dicembre 2022 PalaWanny, Firenze                          | Savino Del Bene | 3 - 0 | Cuneo Granda          | 25-20, 25-22, 25-16               |
| 12ª giornata - 18 dicembre 2022 PalaPiantanida, Busto Arsizio               | UYBA            | 3 - 1 | Cuneo Granda          | 22-25, 25-20, 25-22, 25-22        |
| 13ª giornata - 26 dicembre 2022 PalaCastagnaretta, Cuneo                    | Cuneo Granda    | 3 - 2 | AGIL                  | 25-21, 25-27, 25-21, 17-25, 15-12 |

#### Girone di ritorno
| 14ª giornata - 8 gennaio 2023 PalaCastagnaretta, Cuneo      | Cuneo Granda          | 2 - 3 | Megavolley      | 21-25, 25-21, 17-25, 25-19, 7-15  |
| 15ª giornata - 14 gennaio 2023 PalaMaddalene, Chieri        | Chieri '76            | 3 - 1 | Cuneo Granda    | 25-21, 25-20, 22-25, 25-22        |
| 16ª giornata - 22 gennaio 2023 PalaRadi, Cremona            | Casalmaggiore         | 3 - 1 | Cuneo Granda    | 26-24, 17-25, 25-20, 25-22        |
| 17ª giornata - 5 febbraio 2023 PalaCastagnaretta, Cuneo     | Cuneo Granda          | 2 - 3 | Bergamo 1991    | 20-25, 25-19, 25-16, 23-25, 10-15 |
| 18ª giornata - 12 febbraio 2023 PalaVerde, Villorba         | Imoco                 | 3 - 0 | Cuneo Granda    | 25-19, 25-21, 25-14               |
| 19ª giornata - 21 febbraio 2023 PalaCastagnaretta, Cuneo    | Cuneo Granda          | 2 - 3 | Firenze         | 25-18, 22-25, 25-19, 20-25, 15-17 |
| 20ª giornata - 26 febbraio 2023 PalaFontescodella, Macerata | Helvia Recina         | 0 - 3 | Cuneo Granda    | 21-25, 17-25, 20-25               |
| 21ª giornata - 5 marzo 2023 PalaEvangelisti, Perugia        | Wealth Planet Perugia | 2 - 3 | Cuneo Granda    | 25-22, 26-24, 17-25, 23-25, 10-15 |
| 22ª giornata - 12 marzo 2023 PalaCastagnaretta, Cuneo       | Cuneo Granda          | 3 - 1 | Pinerolo        | 16-25, 25-19, 28-26, 25-22        |
| 23ª giornata - 18 marzo 2023 Arena di Monza, Monza          | Pro Victoria          | 3 - 0 | Cuneo Granda    | 25-22, 25-17, 25-15               |
| 24ª giornata - 25 marzo 2023 PalaCastagnaretta, Cuneo       | Cuneo Granda          | 2 - 3 | Savino Del Bene | 19-25, 25-22, 17-25, 25-23, 13-15 |
| 25ª giornata - 1º aprile 2023 PalaCastagnaretta, Cuneo      | Cuneo Granda          | 2 - 3 | UYBA            | 22-25, 26-24, 25-19, 22-25, 12-15 |
| 26ª giornata - 8 aprile 2023 PalaTerdoppio, Novara          | AGIL                  | 3 - 1 | Cuneo Granda    | 21-25, 25-19, 25-21, 25-17        |

#### Play-off Challenge Cup
| Primo turno (gara 1) - 15 aprile 2023 PalaWanny, Firenze       | Firenze      | 3 - 2 | Cuneo Granda | 22-25, 25-19, 19-25, 25-19, 15-10 |
| Primo turno (gara 2) - 19 aprile 2023 PalaCastagnaretta, Cuneo | Cuneo Granda | 0 - 3 | Firenze      |                                   |

### Coppa Italia
| Quarti di finale - 24 gennaio 2023 PalaVerde, Villorba | Imoco | 3 - 0 | Cuneo Granda | 25-12, 25-19, 25-12 |

## Statistiche

### Statistiche di squadra
| Competizione | Punti | In casa | In casa | In casa | In trasferta | In trasferta | In trasferta | Totale | Totale | Totale |
| Competizione | Punti | G       | V       | P       | G            | V            | P            | G      | V      | P      |
| ------------ | ----- | ------- | ------- | ------- | ------------ | ------------ | ------------ | ------ | ------ | ------ |
| Serie A1     | 28    | 14      | 4       | 10      | 14           | 5            | 9            | 28     | 9      | 19     |
| Coppa Italia | -     | 0       | 0       | 0       | 1            | 0            | 1            | 1      | 0      | 1      |
| Totale       | -     | 14      | 4       | 10      | 15           | 5            | 10           | 29     | 9      | 20     |

G = partite giocate; V = partite vinte; P = partite perse

### Statistiche dei giocatori
| Giocatore          | Serie A1 | Serie A1 | Serie A1 | Serie A1 | Serie A1 | Coppa Italia | Coppa Italia | Coppa Italia | Coppa Italia | Coppa Italia | Totale | Totale | Totale | Totale | Totale |
| Giocatore          | P        | PT       | AV       | MV       | BV       | P            | PT           | AV           | MV           | BV           | P      | PT     | AV     | MV     | BV     |
| ------------------ | -------- | -------- | -------- | -------- | -------- | ------------ | ------------ | ------------ | ------------ | ------------ | ------ | ------ | ------ | ------ | ------ |
| B. Agrifoglio      | 2        | 0        | 0        | 0        | 0        | -            | -            | -            | -            | -            | 2      | 0      | 0      | 0      | 0      |
| D. Barton          | 26       | 161      | 139      | 11       | 11       | 1            | 0            | 0            | 0            | 0            | 27     | 161    | 139    | 11     | 11     |
| C. Basso           | 0        | 0        | 0        | 0        | 0        | -            | -            | -            | -            | -            | 0      | 0      | 0      | 0      | 0      |
| L. Caravello       | 28       | 0        | 0        | 0        | 0        | 1            | 0            | 0            | 0            | 0            | 29     | 0      | 0      | 0      | 0      |
| S. Caruso          | 23       | 52       | 25       | 26       | 1        | 1            | 0            | 0            | 0            | 0            | 24     | 52     | 25     | 26     | 1      |
| A. Cecconello      | 28       | 196      | 127      | 57       | 12       | 1            | 1            | 1            | 0            | 0            | 29     | 197    | 128    | 57     | 12     |
| B. Diop            | 26       | 176      | 155      | 14       | 7        | 1            | 10           | 9            | 0            | 1            | 27     | 186    | 164    | 14     | 8      |
| A. Gay             | 7        | 0        | 0        | 0        | 0        | 0            | 0            | 0            | 0            | 0            | 7      | 0      | 0      | 0      | 0      |
| L. Gicquel         | 19       | 212      | 183      | 22       | 7        | 0            | 0            | 0            | 0            | 0            | 19     | 212    | 183    | 22     | 7      |
| K. Klein Lankhorst | 19       | 4        | 3        | 1        | 0        | 1            | 0            | 0            | 0            | 0            | 20     | 4      | 3      | 1      | 0      |
| S. Kuznecova       | 26       | 403      | 339      | 37       | 27       | 1            | 8            | 7            | 0            | 1            | 27     | 411    | 346    | 37     | 28     |
| F. Magazza         | 13       | 5        | 5        | 0        | 0        | 1            | 0            | 0            | 0            | 0            | 14     | 5      | 5      | 0      | 0      |
| N. Signorile       | 28       | 36       | 16       | 11       | 9        | 1            | 0            | 0            | 0            | 0            | 29     | 36     | 16     | 11     | 9      |
| A. Stevenson       | 25       | 235      | 167      | 54       | 14       | 1            | 3            | 2            | 0            | 1            | 26     | 238    | 169    | 54     | 15     |
| G. Szakmáry        | 25       | 352      | 303      | 36       | 13       | 1            | 10           | 9            | 0            | 1            | 26     | 362    | 312    | 36     | 14     |

P = presenze; PT = punti totali; AV = attacchi vincenti; MV = muri vincenti; BV = battute vincenti